# Скорсезе, Мартин
Ма́ртин Чарльз Скорсе́зе (англ. Martin Charles Scorsese, род. 17 ноября 1942, Куинс, Нью-Йорк, США) — американский кинорежиссёр, продюсер, сценарист и актёр.
Фильмам Скорсезе присущи жестокость и насилие, в кинематографических кругах он известен как мастер гангстерских лент. Огромное влияние на режиссёра оказали кинокартины Кинга Видора, Джона Хьюстона, Майкла Пауэлла, Эмерика Прессбургера, Джона Форда, Элиа Казана, Бернардо Бертолуччи и многих других. Скорсезе предпочитает не менять создателей своих проектов, постоянно работая с Робертом Де Ниро, Леонардо Ди Каприо и монтажёром Тельмой Скунмейкер.
Наиболее примечательные картины режиссёра — «Злые улицы», «Таксист», «Бешеный бык», «Последнее искушение Христа», «Славные парни», «Мыс страха», «Казино», «Банды Нью-Йорка», «Авиатор», «Отступники», «Остров проклятых», «Хранитель времени», «Волк с Уолл-стрит» и «Ирландец».
28 февраля 2003 года Скорсезе стал обладателем звезды на Голливудской аллее славы. Он является обладателем ряда наград, включая премии «Оскар», «BAFTA», «Золотой глобус», «Эмми», «Грэмми», «Золотой пальмовой ветви», «Золотого медведя», «Сезар», «Серебряного льва» и премии Гильдии режиссёров Америки. Чтец Джефферсонской лекции (2013).
Скорсезе неоднократно признавался одним из величайших и наиболее влиятельных кинорежиссёров современности: так, опрос, проведённый в 2010 году популярным американским журналом Paste, показал, что жители США считают Скорсезе лучшим ныне живущим режиссёром, он оставил позади Жана-Люка Годара и Стивена Спилберга. Составитель официальной биографии режиссёра Винсент Лобрутто сравнивает его с ещё одной легендой мира кино — Стэнли Кубриком, «только Кубрик холоден и аналитичен, а Скорсезе — горяч и эмоционален».

## Биография

### Родители
Отец и мать 
Мартина Скорсезе. 
Кадры из фильма «Славные парни»
Франческо Скорсезе, дедушка Мартина по отцу, родился в Италии в коммуне Полицци-Дженероза (Сицилия) в начале 1880-х годов. Мать Франческо умерла, когда ему было шесть или семь лет, поэтому после ещё одной женитьбы отца мальчик чувствовал себя брошенным. Вскоре он был усыновлён фермером, жившим по соседству. Работая в полях, Франческо начал мечтать об Америке, как о стране свободы и больших возможностей. В то время юноша был так называемым итал. contadino — членом крестьянского класса фермеров, рыбаков и ремесленников. Он усердно работал на земле своего приёмного отца, у которого были большие планы на Франческо. Он желал, чтобы сын помогал ему ещё и по дому и когда-нибудь женился на одной из его дочерей, однако девятнадцатилетний Франческо был непреклонен: с каждым взмахом косы его желание отправиться в США всё увеличивалось. Отклонив предложение отца, он сел на судно и прибыл в Америку в начале XX века.
Что же до бабушки Мартина по отцу, Терезы, то она, как и её будущий супруг, родилась в Полицци-Дженероза. Тереза была великолепной кухаркой, создававшей классические блюда этого региона Италии. Маленькая, но волевая женщина покинула родину на небольшой лодке. После месяца странствий, голода и болезней Тереза увидела знаменитую зелёную леди с факелом — она наконец-то попала в США.
Дедушка Скорсезе по матери, Мартин Каппа, в честь которого позже назвали маленького Мартина, родился в коммуне Чиминна. Как и Франческо, Мартин почти не знал собственную мать и воспитывался приёмной семьёй. С достижением совершеннолетия высокий энергичный и элегантный молодой человек с необычными усами стал солдатом кавалерии.
Его будущая супруга, бабушка Скорсезе по матери, Доменика Каппа также родилась в Чиминне. Однажды она услышала стук копыт кавалерийских лошадей, проезжавших мимо её дома. Девушка выбежала на низкий балкон, откуда увидела солдат, восседавших на изнемогавших животных. Внезапно её глаза пересеклись с глазами симпатичного молодого воина в голубой униформе, на голове которого красовалась шляпа с большим белым пером. Они посмотрели друг другу в глаза и сразу же влюбились. После двадцати двух дней ухаживаний Мартин и Доменика поженились. В 1912 году родилась их дочь Сара. Мартин отправился в Америку, дабы найти новую жизнь для своей семьи. Оттуда он писал Доменике письма с просьбами приехать к нему, но она попросту боялась поездки и продолжала отказывать. Разочарованный Мартин сочинил последний призыв, угрожая уйти от неё, если она не приедет в срочном порядке. Доменика и Сара попали на следующее же судно, но только потому, что вместе с ними плыл родной брат девушки. Когда корабль уже был готов к отправке, Доменика обнаружила, что брат пропал — она была обманута. Путешествие было долгим и тяжёлым.
В конце концов, две совершенно разные семьи поселились в Нью-Йорке на Элизабет-стрит. Франческо, гордый мужчина безо всякого официального образования, устроился в Нью-йоркскую промышленную компанию, в верфях которой работал разнорабочим. Он, как и сотни других работников, находился под руководством вышестоящих, что совершенно его не устраивало. Мужчина покинул компанию и открыл десять продуктовых лавок. В начале 1900-х годов он обручился с Терезой в старой церкви святого Патрика. Скорсезе переехали на Элизабет-стрит, 241, а Каппа выбрали четвёртый этаж 232 дома через улицу.
Мартин Каппа работал на строительных лесах в небольшом городке Спрингфилд, что в штате Нью-Джерси, и возвращался домой только по выходным. Этот тяжёлый труд приносил ему сорок пять долларов в неделю — хорошие деньги для того времени. Не обходилось и без производственных травм — когда Мартин серьёзно повредил руку и выпал из рабочего графика, Доменика, профессиональная швея, приступила к работе, дабы уменьшить убытки. Как и многие итало-американки, женщина трудилась на дому, пытаясь выжить в демократическую эру свободного предпринимательства. Этому ремеслу она также обучала и дочерей, с интересом наблюдавших за её работой.
Мать Мартина Скорсезе, Кэтрин, родилась в 1912 году, а отец Чарльз (настоящее имя — Лучано) годом позже. Росли они в Маленькой Италии, где Кэтрин ходила в среднюю школу, которую бросила, так и не окончив. Вместо учёбы она устроилась на фабрику по производству одежды для детских кукол, проработав там до семнадцати лет. С наступлением совершеннолетия девушка перешла на другой завод на Второй Авеню. Незадолго после этого брат Чарльза пригласил её к мистеру Силверману, «королю Нью-Джерси», как его называли в народе, обрабатывавшему одежду, сделанную на фабриках Нью-Джерси. Кэтрин проработала у Силвермана тридцать девять лет.

### Детство
Мартин Скорсезе родился в Нью-Йорке. Скорсезе вырос в очень набожной католической семье. В детстве он болел астмой с частыми приступами и поэтому не мог играть с другими детьми, из-за чего его родители или старший брат брали маленького Мартина с собой в кинотеатр. Именно в этот период жизни у него и стала развиваться страсть к кино, особенно он полюбил исторический жанр, так как, по меньшей мере, два фильма этого жанра — «Земля Фараонов» и «Эль Сид» — имели глубокое и долгое влияние на него. Также в это время у него развивается интерес к неореалистическому кино. Он рассказывал про влияние на него документальных фильмов на итальянском, а также то, как «Похитители велосипедов» и «Рим — открытый город» вдохновляли его и повлияли на его взгляды, возможно, и благодаря его сицилийским генам. В документальном фильме My Voyage to Italy Скорсезе отмечает сицилианский эпизод фильма Роберто Росселини «Пайза», просмотренный им вместе с родственниками, иммигрантами из Сицилии, который значительно воздействовал на его жизнь. Также он признаёт большое влияние на него Французской Новой Волны и заявил:
Французская Новая Волна повлияла на всех режиссёров, работавших с тех пор, невзирая на то, смотрели они фильмы или нет
Он также отмечает таких режиссёров, как Ингмар Бергман, Федерико Феллини, Сатьяджит Рай, Микеланджело Антониони как наиболее повлиявших на его карьеру.
Изначально Мартин Скорсезе хотел стать священником, посещая среднюю школу Кардинала Хайза (Cardinal Hayes High School) в Бронксе, но выбрал кино и поступил в Нью-Йоркский колледж наук и искусства (сейчас известный как New York University College of Arts and Science), где получил степень бакалавра искусств в 1964 году.

### Первые короткометражные фильмы
После увольнения с военной службы учится в Нью-Йоркском университете, где снимает два короткометражных фильма: «Что такая красивая девушка делает в таком месте?» и «Дело не только в тебе, Мюррей!». Более известный короткометражный фильм Скорсезе — «Бритьё по-крупному», снятый в 1967 году. Фильм-аллегория критикует вторжение Американского правительства во Вьетнамский конфликт, из-за этого второе название фильма — «Вьет’67».

### Полноценный дебют
Первый полнометражный фильм Мартина Скорсезе носил рабочее название «Я позвоню первым» (I Call First) и снимался в 1967 году, после того, как режиссёр закончил работу над своим короткометражным фильмом «Бритьё по-крупному». Главную роль в картине исполнил начинающий актёр Харви Кейтель, который позже снялся в нескольких других работах Скорсезе. Фильм рассказывал историю любви Джей Р. и его девушки, живущих на улицах Нью-Йорка. К концу съёмок Скорсезе решил переименовать фильм в «Кто стучится в мою дверь?» (Who’s That Knocking at My Door?). После этого он снимает ещё две картины: полудокументальный фильм «Уличные сценки» и «Берта по прозвищу Товарный Вагон» (Boxcar Bertha), основанный на реальной истории.

### «Злые улицы»
В 1973 году на экраны вышел фильм «Злые улицы», прославивший молодого режиссёра. В фильме, помимо Харви Кейтеля, сыграл начинающий актёр Роберт Де Ниро, ранее работавший с Брайаном Де Пальмой. В центре сюжета фильма четыре парня, находящихся в тени своих родственников старшего поколения: Тони, итальянец около 30 лет от роду, заправляет местным баром; Майк претендует на звание серьёзного мафиозного воротилы, не роняет ни на секунду маску серьёзности, при том, что единственный из всей компании действует, исходя из понятий мафиози старого поколения; Джонни Бой занимает деньги у всех без всякого намерения вернуть, ему абсолютно наплевать на все понятия, законы и связи этого общества, ему просто нужно выпить, снять девочек, набить кому-нибудь рожу; и Чарли, племянник местного босса мафии, стремится воплотить в жизнь идеи великого Франциска Ассизского, но делает это «на улицах», по своей недальновидной мерке. Чарли очень религиозен, он испытывает своё терпение и веру: пытается спасти Джонни Боя, при том, что покидает свою подругу в момент приступа эпилепсии. В результате снятый Скорсезе фильм был высоко оценён публикой.

### «Алиса здесь больше не живёт»
В 1974 году Эллен Бёрстин решилась на съёмки в новой картине Мартина Скорсезе «Алиса здесь больше не живёт». Фильм удостоился нескольких наград, включая «Оскара» за лучшую женскую роль, а также две премии «BAFTA» за лучший фильм и лучшую женскую роль. Фильм рассказывает историю Алисы, у которой умер муж, оставив её, безработную, с ребёнком на руках.

### «Таксист»
- «Головокружение»

В 1976 году Скорсезе снимает фильм «Таксист», в котором впервые был полностью раскрыт талант Мартина Скорсезе как режиссёра. Также, помимо режиссёрской работы, критики высоко оценили актёрскую работу Роберта Де Ниро и работу оператора Майкла Чэпмена. Премьера состоялась 8 февраля 1976 года в США. Повторный выход состоялся 16 февраля 1996 года в США. В фильме Роберт Де Ниро играет таксиста, бывшего морского пехотинца Тревиса Бикла.
«Золотая пальмовая ветвь» Каннского кинофестиваля (1976), две премии BAFTA. В общем итоге фильм получил 18 кинопремий, номинировался на четыре «Оскара» и девять других премий.
Фильм был задействован в деле о попытке убийства президента США Рональда Рейгана. В 1970-х годах Джон Хинкли посмотрел фильм «Таксист» не менее 15 раз и, по-видимому, отождествлял себя с главным героем фильма. Несколько последующих лет Хинкли преследовал Джоди Фостер (игравшую в фильме малолетнюю проститутку) по стране и дошёл даже до того, что, узнав из журнала, что она учится в Йельском университете, поступил туда же на курс писательского мастерства. В конце 1980 г. Хинкли написал Фостер множество писем, а также дважды говорил с ней по телефону. Получив вежливый, но однозначный отказ, он тем не менее не стал отказываться от своих намерений. Хинкли был уверен, что, прославившись на всю страну, он может добиться равного социального статуса с Фостер. Подобно герою фильма Тревису Биклу, Хинкли начал преследовать президента Джимми Картера с целью его убийства. В марте 1981 г. Хинкли написал Фостер ещё несколько записок. Их тон заметно отличался от предыдущих и побудил её передать их декану. Декан, в свою очередь, передал записки в полицию, однако местонахождение Хинкли установить не удалось. Вскоре Хинкли попытался убить Рональда Рейгана и был арестован.

### «Нью-Йорк, Нью-Йорк» и «Последний вальс»
«Нью-Йорк, Нью-Йорк» (англ. New York, New York) — лирическая драма с элементами комедии и большим количеством музыкальных номеров. Съёмки проходили в Нью-Йорке и Лос-Анджелесе, США. Фильм вышел на экраны в 1977 году. В главных ролях заняты Роберт де Ниро и Лайза Миннелли. Заглавная музыкальная тема New York, New York позднее стала чрезвычайно популярной в исполнении Фрэнка Синатры.
«Последний вальс» (The Last Waltz) — документальный фильм Мартина Скорсезе (1978), запечатлевший заключительный концерт канадо-американской рок-группы The Band, который прошёл в День благодарения 26 ноября 1976 года в концертном зале «Уинтерлэнд», Сан-Франциско. Звуковая дорожка к фильму вышла отдельной пластинкой. Работу Скорсезе принято считать эталоном «концертного кино».

### «Бешеный бык»
В 1978 году, когда Мартин Скорсезе едва не умер от передозировки кокаином, Роберт Де Ниро, навестив режиссёра в больнице, попытался уговорить его никогда больше не употреблять наркотики и высказал пожелание, чтобы Скорсезе снял фильм о боксёре. Сначала Скорсезе отказался (он не любил картины о спорте), но Де Ниро в конце концов сумел его переубедить. Многие утверждают, что Де Ниро спас режиссёру жизнь, сумев настоять на его возвращении к работе.
В результате Скорсезе снял фильм «Бешеный бык» об известном американском боксёре итальянского происхождения, чемпионе мира Джейке Ламотта. Сюжет построен как воспоминания постаревшего Джейка в 1960-х годах о расцвете и конце своей блестящей карьеры на боксёрском ринге. Своё прозвище Джейк получил за неукротимый бойцовский дух и бешеный нрав, который также испытали на себе его близкие. Фильм повествует о непростых взаимоотношениях Джейка со своим братом, промоутером и тренером Джоуи и женой Викки. Фильм был высоко оценен критиками и получил Оскар за лучшую мужскую роль и за лучший монтаж (фильм имел номинации ещё в шести категориях).

### «Цвет денег»
Действие фильма начинается в баре, где уже пожилой и закалённый в бильярдных баталиях катала (Пол Ньюман) встречает молодого и талантливого, но недостаточно амбициозного игрока (Том Круз). После чего начинается их совместное турне по штатам Америки. Старик учит молодого тонкостям игры, получая процент от его выигрышей. Сопровождает их молодая подружка героя Тома Круза. В конце концов компаньоны расходятся, чтобы встретиться через некоторое время за столом в финале крупного турнира.
За роль в картине Скорсезе легендарный Пол Ньюман был удостоен единственного в жизни «Оскара» за актёрскую работу.

### «Последнее искушение Христа»
В 1987 году Мартин Скорсезе приступает к постановке фильма с рабочим названием «Страсть». Свой вклад в создание картины внесли представители самых разных христианских конфессий: католик Скорсезе, который в молодости собирался принять церковный сан, Казандзакис — православный христианин Греческой церкви, автор сценария Поль Шредер — последователь кальвинизма.
К работе привлекли серьёзный ансамбль исполнителей, и картина бы не состоялась, если бы актёры, которые почли за честь работать с мастером, не согласились сниматься за скромный гонорар. Предварительно планировалось, что съёмки пройдут в Израиле, но это оказалось дороже с точки зрения бюджета и не столь безопасно. В картине нет масштабных спецэффектов — чудеса Спасителя изображены весьма скромно. Также в картине нет многолюдной массовки — это опять-таки последствия ограниченного бюджета. В октябре 1987 года съёмки начались в Марокко.
В январе 1988 года Скорсезе вернулся в Нью-Йорк, чтобы закончить постпродакшн-фазу картины. Режиссёр очень торопился закончить монтаж, так как предчувствовал, что выпуск картины в массовый прокат будет сопровождаться серьёзными трудностями.
В августе 1988 года состоялась премьера фильма в США и Канаде.

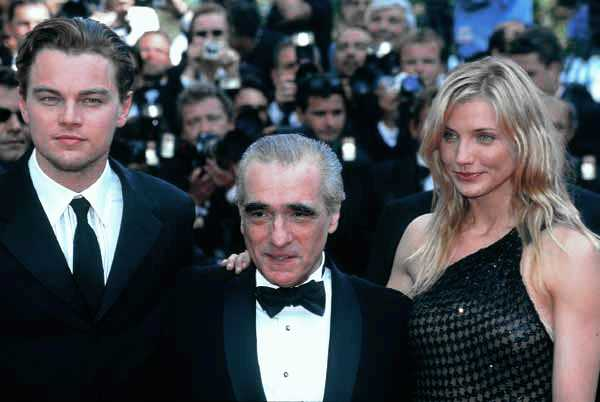
Мартин Скорсезе (в центре), Леонардо Ди Каприо и Камерон Диас в 2002 году

### «Отступники»
В 2006 году Мартин Скорсезе снял ремейк популярного гонконгского криминального триллера «Двойная рокировка», вышедшего в 2002 году, фильм носил название «Отступники». В главных ролях снялись Леонардо Ди Каприо, Мэтт Дэймон и Джек Николсон. Фильм рассказывал про двух лучших выпускников полицейской академии, которые оказались по разные стороны баррикады: один из них — агент мафии в рядах правоохранительных органов, другой — «крот», внедрённый в мафию. Каждый считает своим долгом обнаружить и уничтожить противника, но постоянная жизнь в искажённых реалиях меняет внутренний мир героев.
В первый уикенд после своего выхода на экраны «Отступники» заняли первое место по дебютным кассовым сборам в США, заработав 26 887 467 $ и опередив ленты «Свидание моей мечты» и «Техасская резня бензопилой: Начало». В Великобритании в дебюте фильм уступил только картине «Дьявол носит Prada», однако в следующую неделю вышел на первое место. По состоянию на 15 декабря 2006 года фильм собрал 118,7 млн $ в США и 219,5 млн $ по всему миру, став самым коммерчески успешным фильмом Скорсезе. Также фильм получил отличные отзывы кинокритиков и ряд наград, включая шесть номинаций на «Золотой глобус» в категориях «лучший фильм», «лучший режиссёр», «лучший актёр» (Леонардо Ди Каприо), две «лучший актёр второго плана» (Джек Николсон и Марк Уолберг) и «лучший сценарий». Однако лишь в одной номинации, за лучшую режиссуру, фильму удалось получить приз.
Именно 26 февраля 2007 года Мартин Скорсезе получил долгожданную премию «Оскар». Номинирован он был девять раз: в 1981 году за фильм «Бешеный бык», в 1989 году за работу «Последнее искушение Христа», в 1991 за фильм «Славные парни», в 2003 году за «Банды Нью-Йорка», в 2005 году за фильм «Авиатор», в 2007 году за фильм «Отступники», в 2012 за фильм «Хранитель времени», в 2014 за фильм «Волк с Уолл-стрит» и в 2020 за фильм «Ирландец».

### «Ирландец»
Фильм рассказывает историю Фрэнка «Ирландца» Ширана (Де Ниро), водителя-дальнобойщика, который становится киллером и связывается с гангстером Расселом Буфалино (Пеши) и его криминальной семьёй, а также работает на влиятельного профсоюзного лидера Джимми Хоффу (Пачино). Премьера картины состоялась 27 сентября 2019 года на 57-м Нью-Йоркском кинофестивале. В декабре 2019 года Скорсезе заявил, что «Ирландец» может стать его последним фильмом.

### Ещё одна лента об Иисусе
В мае 2023 года после аудиенции папы римского режиссёр заявил, что написал сценарий фильма об Иисусе Христе и намерен взяться за его режиссуру.

## Режиссёрский почерк

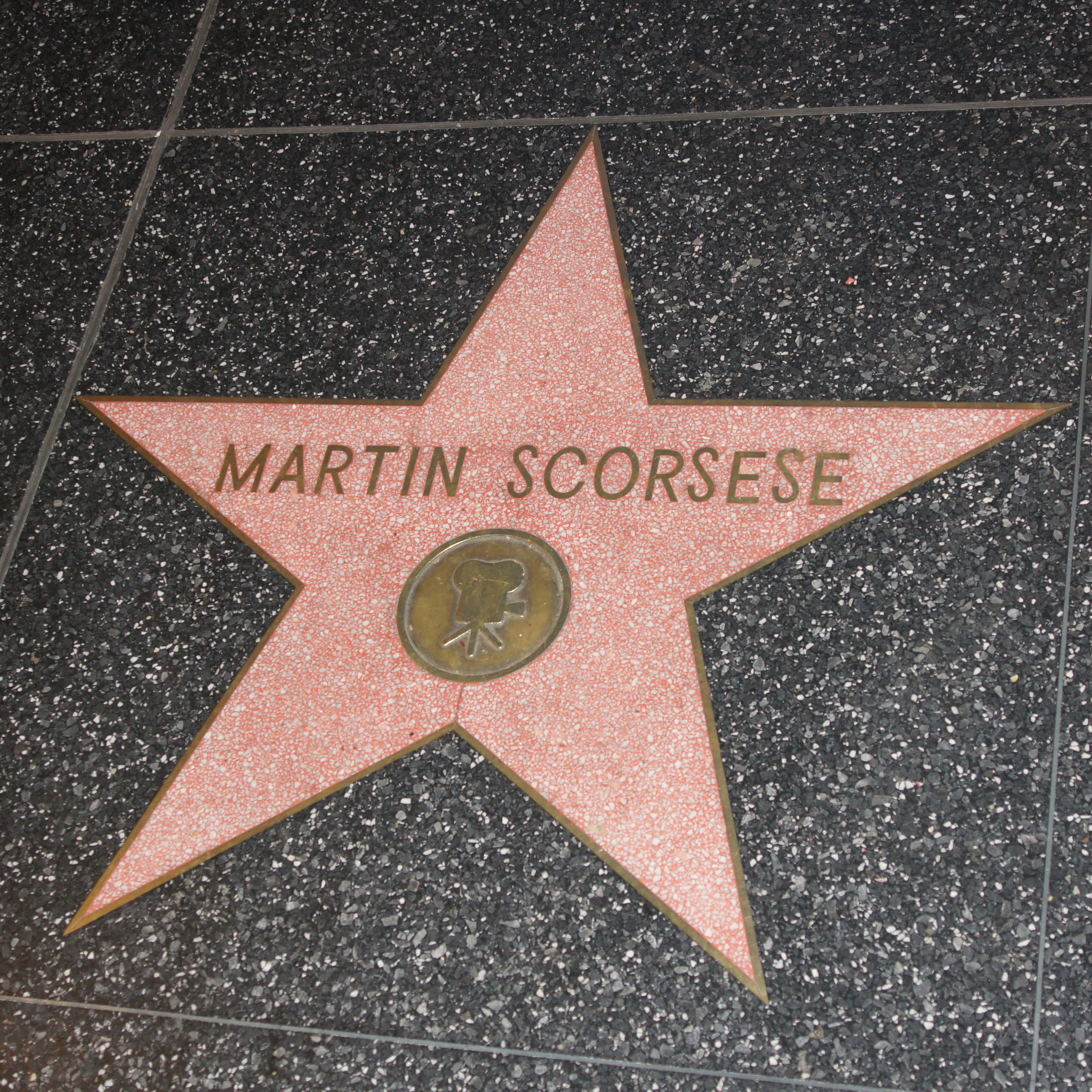
Звезда Мартина Скорсезе на Аллее Звёзд в Голливуде, Лос-Анджелес

Большинство фильмов Скорсезе основано на реальных событиях. Часто он исполняет небольшую эпизодическую роль в своих фильмах. Выступает в качестве разнопланового режиссёра.
В 2018 году производное прилагательное от фамилии режиссёра Scorsesean было включено в Оксфордский словарь английского языка.

## Личная жизнь
Скорсезе вступал в брак пять раз, четырежды разводился. Его первой женой была Ларейн Мари Бреннан (англ. Laraine Marie Brennan), у них есть дочь Кэтрин. В 1976 году Скорсезе женился на писательнице Джулии Кэмерон. В этом браке родилась вторая дочь режиссёра — Доменика Кэмерон-Скорсезе (англ. Domenica Cameron-Scorsese), ставшая актрисой и снявшаяся в фильме отца «Эпоха невинности». Однако брак продлился лишь год. Развод лёг в основу первого фильма Кэмерон, чёрной комедии God’s Will, в котором также сыграла их дочь Доменика.
С 1979 по 1983 год Скорсезе был женат на актрисе Изабелле Росселини. Затем его женой в 1985 году стала продюсер Барбара де Фина (англ. Barbara De Fina), их брак также закончился разводом в 1991 году. С 1999 года женат на Хелен Моррис (англ. Helen Morris). У них есть дочь Франческа, которая снялась в фильмах Скорсезе «Отступники» и «Авиатор».
Скорсезе проживает в родном Нью-Йорке.
Мартин Скорсезе практикует трансцендентальную медитацию. В декабре 2010 года он выступил на благотворительном вечере Фонда Дэвида Линча в поддержку обучения трансцендентальной медитации молодёжи из группы риска, ветеранов, страдающих посттравматическим стрессовым расстройством, и других людей, подверженных сильному стрессу.

## Фильмография
| 1959 | Везувий VI                                                          | зелёная ✓ |           |           |           |                           |                         |
| 1963 | Что такая красивая девушка делает в таком месте?                    | зелёная ✓ | зелёная ✓ |           |           |                           | короткометражный        |
| 1964 | Это не просто только ты, Мюррей!                                    | зелёная ✓ | зелёная ✓ |           |           |                           | короткометражный        |
| 1967 | Бритьё по-крупному                                                  | зелёная ✓ | зелёная ✓ | зелёная ✓ |           |                           | короткометражный        |
| 1967 | Кто стучится в мою дверь?                                           | зелёная ✓ | зелёная ✓ |           |           |                           |                         |
| 1970 | Уличные сценки                                                      | зелёная ✓ |           |           | зелёная ✓ | интервьюер                | документальный          |
| 1972 | Берта по прозвищу Товарный Вагон                                    | зелёная ✓ |           |           | зелёная ✓ | клиент Берты              |                         |
| 1973 | Злые улицы                                                          | зелёная ✓ | зелёная ✓ | зелёная ✓ | зелёная ✓ | Джимми Шортс              |                         |
| 1974 | Алиса здесь больше не живёт                                         | зелёная ✓ |           |           |           |                           |                         |
| 1974 | Итало-американец                                                    | зелёная ✓ |           |           | зелёная ✓ | интервьюер                |                         |
| 1976 | Таксист                                                             | зелёная ✓ |           |           | зелёная ✓ | пассажир таксиста Тревиса |                         |
| 1977 | Нью-Йорк, Нью-Йорк                                                  | зелёная ✓ |           |           |           |                           |                         |
| 1978 | Американский парень                                                 | зелёная ✓ |           |           | зелёная ✓ | интервьюер                | документальный          |
| 1978 | Последний вальс                                                     | зелёная ✓ |           |           |           |                           | документальный          |
| 1980 | Бешеный бык                                                         | зелёная ✓ |           |           | зелёная ✓ |                           |                         |
| 1982 | Король комедии                                                      | зелёная ✓ |           |           | зелёная ✓ | директор шоу (камео)      |                         |
| 1983 | Анна Павлова                                                        |           |           |           | зелёная ✓ | Гатти-Кассаза             |                         |
| 1985 | После работы                                                        | зелёная ✓ |           |           | зелёная ✓ | осветитель в клубе        |                         |
| 1985 | Удивительные истории                                                | зелёная ✓ |           |           |           |                           |                         |
| 1986 | Цвет денег                                                          | зелёная ✓ |           |           |           |                           |                         |
| 1988 | Последнее искушение Христа                                          | зелёная ✓ |           |           |           |                           |                         |
| 1989 | Нью-йоркские истории                                                | зелёная ✓ |           |           | зелёная ✓ | камео                     |                         |
| 1990 | Кидалы                                                              |           |           | зелёная ✓ |           |                           |                         |
| 1990 | Славные парни                                                       | зелёная ✓ | зелёная ✓ |           |           |                           |                         |
| 1990 | Сны                                                                 |           |           |           | зелёная ✓ | Винсент Ван Гог           |                         |
| 1991 | Виновен по подозрению                                               |           |           |           | зелёная ✓ | Джо Лессер                |                         |
| 1991 | Мыс страха                                                          | зелёная ✓ |           |           |           |                           |                         |
| 1993 | Бешеный пёс и Глория                                                |           |           | зелёная ✓ |           |                           |                         |
| 1993 | Голый в Нью-Йорке                                                   |           |           | зелёная ✓ |           |                           |                         |
| 1993 | Эпоха невинности                                                    | зелёная ✓ | зелёная ✓ |           |           | фотограф                  |                         |
| 1994 | Телевикторина                                                       |           |           |           | зелёная ✓ | спонсор                   |                         |
| 1995 | История американского кино от Мартина Скорсезе                      | зелёная ✓ | зелёная ✓ | зелёная ✓ | зелёная ✓ | рассказчик                | документальный          |
| 1995 | Казино                                                              | зелёная ✓ | зелёная ✓ |           |           |                           |                         |
| 1995 | Найти и уничтожить                                                  |           |           | зелёная ✓ | зелёная ✓ | бухгалтер                 |                         |
| 1995 | Толкачи                                                             |           |           | зелёная ✓ |           |                           |                         |
| 1996 | Утеха сердца моего                                                  |           |           | зелёная ✓ |           |                           |                         |
| 1997 | Кундун                                                              | зелёная ✓ |           |           |           |                           |                         |
| 1997 | Сдвиг по фазе                                                       |           |           | зелёная ✓ |           |                           |                         |
| 1998 | Страна холмов и долин                                               |           |           | зелёная ✓ |           |                           |                         |
| 1999 | Воскрешая мертвецов                                                 | зелёная ✓ |           |           | зелёная ✓ | голос диспетчера          |                         |
| 1999 | Моё путешествие в Италию                                            | зелёная ✓ | зелёная ✓ |           | зелёная ✓ | ведущий                   | документальный          |
| 2000 | Можешь рассчитывать на меня                                         |           |           | зелёная ✓ |           |                           |                         |
| 2001 | Дождь                                                               |           |           | зелёная ✓ |           |                           |                         |
| 2002 | Дикая банда                                                         |           |           | зелёная ✓ |           |                           |                         |
| 2002 | Банды Нью-Йорка                                                     | зелёная ✓ |           |           |           |                           |                         |
| 2003 | Блюз                                                                | зелёная ✓ |           | зелёная ✓ |           |                           | документальный          |
| 2004 | Авиатор                                                             | зелёная ✓ |           | зелёная ✓ |           |                           |                         |
| 2004 | Молния в бутылке                                                    |           |           | зелёная ✓ |           |                           | документальный          |
| 2004 | Невесты                                                             |           |           | зелёная ✓ |           |                           |                         |
| 2004 | Новый Франкенштейн                                                  |           |           | зелёная ✓ |           |                           |                         |
| 2006 | Отступники                                                          | зелёная ✓ |           | зелёная ✓ |           |                           |                         |
| 2008 | The Rolling Stones. Да будет свет                                   | зелёная ✓ |           |           |           |                           | документальный          |
| 2008 | Роскошная жизнь                                                     |           |           | зелёная ✓ |           |                           |                         |
| 2009 | Молодая Виктория                                                    |           |           | зелёная ✓ |           |                           |                         |
| 2010 | Подпольная империя                                                  | зелёная ✓ |           | зелёная ✓ |           |                           | исполнительный продюсер |
| 2010 | Остров проклятых                                                    | зелёная ✓ |           | зелёная ✓ |           |                           |                         |
| 2011 | Джордж Харрисон: жизнь в материальном мире                          | зелёная ✓ |           | зелёная ✓ |           |                           | документальный          |
| 2011 | Хранитель времени                                                   | зелёная ✓ |           | зелёная ✓ |           |                           |                         |
| 2013 | Малавита                                                            |           |           | зелёная ✓ |           |                           | исполнительный продюсер |
| 2013 | Волк с Уолл-стрит                                                   | зелёная ✓ |           | зелёная ✓ |           |                           |                         |
| 2016 | Молчание                                                            | зелёная ✓ | зелёная ✓ | зелёная ✓ |           |                           |                         |
| 2016 | Винил                                                               | зелёная ✓ |           | зелёная ✓ |           |                           | исполнительный продюсер |
| 2016 | Перестрелка                                                         |           |           | зелёная ✓ |           |                           | исполнительный продюсер |
| 2017 | Пазманский дьявол                                                   |           |           | зелёная ✓ |           |                           | исполнительный продюсер |
| 2019 | Rolling Thunder Revue: История Боба Дилана глазами Мартина Скорсезе | зелёная ✓ |           |           |           |                           | документальный          |
| 2019 | Ирландец                                                            | зелёная ✓ |           | зелёная ✓ |           |                           |                         |
| 2019 | Война токов                                                         |           |           |           |           |                           | доработка фильма        |
| 2021 | Холодный расчёт                                                     |           |           | зелёная ✓ |           |                           |                         |
| 2023 | Убийцы цветочной луны                                               | зелёная ✓ | зелёная ✓ | зелёная ✓ | зелёная ✓ | продюсер радиошоу         |                         |
| TBA  | Вейджер                                                             | зелёная ✓ |           |           |           |                           |                         |
| TBA  | Безымянный фильм Мартина Скорсезе                                   | зелёная ✓ |           | зелёная ✓ |           |                           |                         |

## Другие проекты

### Вудсток. Три дня мира и музыки
Мартин Скорсезе был одним из монтажёров музыкального документального фильма «Вудсток» о легендарном фестивале рок-музыки под открытым небом в Вудстоке 1969 года. В этой работе не просто запечатлены выступления популярных исполнителей своего времени, но и создан уникальный портрет поколения шестидесятых годов в Америке. Режиссёром фильма выступил Майкл Уэдли.

### История американского кино от Мартина Скорсезе
«История американского кино от Мартина Скорсезе» — документальный телефильм, вышедший в 1995 году и посвященный фильмам раннего Голливуда. Повествование, не сохраняя хронологической последовательности, охватывает период от становления американского кинематографа до переломных времен начала 1960-х, от новаторства Д. У. Гриффита 1910-х годов до классических фильмов таких мастеров эпохи расцвета Голливуда как Билли Уайлдер, Винсент Минелли, Элиа Казан. Скорсезе рассматривает развитие таких типично американских узких жанров как вестерн, мюзикл, гангстерский фильм, показывая изменения, которые претерпевали те клише и стандарты, по которым они снимались. Значительную часть фильма занимает рассказ об особенностях режиссёрской работы, о том, как режиссёры стремились преодолеть стереотипы коммерческого кино, привнося новые технические и художественные решения, а иногда и откровенно бунтуя против них. В фильме использованы элементы интервью режиссёров, в которых они рассказывают о своем творческом подходе и своем видении кино.

### Видеоклип «Bad»
В 1987 г. — режиссёр короткометражного фильма «Bad» (Майкл Джексон), послужившего основой для одноимённого музыкального видеоклипа. В 18-минутном фильме есть множество ссылок на фильм 1961 года «Вестсайдская история», особенно эпизод с «Cool».

### The Rolling Stones. Да будет свет
«The Rolling Stones. Да будет свет» — документальный фильм, в котором рассказывается о карьере рок-н-ролльной группы The Rolling Stones. В фильм также включены кадры съёмок тура «A Bigger Bang Tour» (2006). Скорсезе снимал The Rolling Stones в течение двух вечеров в нью-йоркском Beacon Theater: 29 октября и 1 ноября 2006 года.

### «Представьте, что вы в городе»
Документальный сериал Мартина Скорсезе 2021 года о Нью-Йорке. В нём режиссёр общается с Фрэн Лебовиц, которая рассказывает о городе.